# Helmut Hahnewald
Helmut Hahnewald (* 13. März 1914 in Dresden; † 19. August 1979 ebenda) war ein deutscher Bibliothekar, Buchhändler, Schriftsetzer, Sozialdemokrat und Widerstandskämpfer gegen den Nationalsozialismus. Während der Gründungsjahre der Deutschen Demokratischen Republik (DDR) erwarb sich der gelernte Schriftsetzer große Verdienste beim Wiederaufbau einer kulturellen Infrastruktur im zerstörten Dresden und wurde schließlich Leiter der Stadt- und Bezirksbibliothek Dresden. Für seine Verdienste erhielt er später hohe staatliche Auszeichnungen, wie den Vaterländischen Verdienstorden in Bronze und die Verdienstmedaille der DDR.

## Leben
Helmut Hahnewald wurde als Sohn des Sozialdemokraten Konrad Hahnewald (1888–1962) in Dresden geboren. Die Familie engagierte sich stark politisch, so auch Hahnewalds Onkel, der Journalist und Schriftsteller Edgar Hahnewald (1884–1961), und dessen Frau Anna (1891–1949).
Vater Konrad übernahm im April 1926 die Leitung der Jugendburg Hohnstein, einer Jugendherberge, die zu jener Zeit auf Beschluss des Sächsischen Landtages auf der Burg Hohnstein in der Sächsischen Schweiz an Stelle eines Gefängnisses eingerichtet wurde. Die Familie zog in der Folge von Dresden nach Hohnstein, sodass Helmut Hahnewald wichtige ihn prägende Lebensjahre seiner Jugend auf der Burg verbrachte und in Hohnstein die Volksschule besuchte. Mit 750 Betten und 1250 Notlagern galt die Jugendburg bald als größte und eine der schönsten Einrichtungen ihrer Art in Deutschland. Im Jahre 1930 hatte die Jugendherberge 57.000 Gäste und in dieser Zeit zahlreiche internationale Gäste zu verzeichnen. Die Jugendgruppen kamen unter anderem aus Dänemark, Griechenland und England, sodass Burg und Stadt Hohnstein bald weltweite Bekanntheit erlangten. Dauerhaft in Erinnerung geblieben ist aus dieser Zeit unter anderem ein am 17. Juni 1930 stattfindender Besuch des indischen Philosophen Rabindranath Tagore (1861–1941). Konrad Hahnewald wurde in der Region bald als „Roter Burgwart“ bekannt und geriet schließlich ins Visier der Nationalsozialisten, die 1933 die Macht in Deutschland übernahmen, die Burg Hohnstein besetzten und hier in der Folgezeit eines der ersten Konzentrationslager des Landes einrichteten, dessen erster Häftling er wurde.
Sein Sohn Helmut Hahnewald hatte einige Jahre zuvor 1929 in Dresden-Hellerau den Beruf des Schriftsetzers erlernt. Sein Ausbildungsbetrieb war zunächst die hiesige Buchdruckerei Jacob Hegner, in welcher auch Hahnewalds kleine Publikation Meine ersten vier Wochen als Schriftsetzerlehrling entstand. Später wechselte er zum Verlag Wilhelm August Kaden Verlag Kaden & Comp. am Wettiner Platz in der Dresdner Altstadt und wurde nach der Beendigung seiner Ausbildung im Jahre 1932 auch übernommen. Der Verlag brachte seit 1908 unter anderem die Dresdner Volkszeitung (Organ der Dresdner Sozialdemokratie) heraus, welche mit der Machtergreifung der Nazis im Jahre 1933 verboten wurde. Hahnewald veröffentlichte bis dahin auch selbst Artikel, die inhaltlich überwiegend gegen den aufkommenden Nationalsozialismus gewandt waren und in den Hohnsteiner Blättern erschienen. Die Familie wurde 1933 aus Hohnstein ausgewiesen und Helmut Hahnewald schloss sich dem Widerstand an. Er war wie sein Vater in der Widerstandsgruppe um die Gebrüder Langhorst aktiv, welche in der Region ein weit verzweigtes Widerstandsnetzwerk aufgebaut hatten und unter anderem verbotene sozialdemokratische Zeitungen wie den Neuen Vorwärts oder die Sozialistische Aktion, Flugblätter und anderes Aufklärungsmaterial über den Nationalsozialismus verteilten.
Hahnewald wurde schließlich Buchhändler und arbeitete zunächst auch einige Zeit in diesem Beruf. Im Jahre 1939 wurde er schließlich vom Militär eingezogen. Er überlebte den Krieg und kehrte nach amerikanischer Kriegsgefangenschaft nach Dresden zurück. In der Folgezeit engagierte er sich aktiv am Wiederaufbau einer kulturellen Infrastruktur in der schwer zerstörten Stadt. Zunächst war er beim Dresdner Nachrichtenamt tätig, dessen Leitung er später auch kurzzeitig übernahm, bevor er im April des Jahres 1949 Direktor des städtischen Dezernats für Kultur, Volksbildung, Jugendhilfe und Heimerziehung wurde. Im November 1952 übernahm er schließlich die Leitung der Stadt- und Bezirksbibliothek in Dresden und ging 1970 in den Ruhestand. Sein Name hängt mit der Erhaltung historischer Bauten (Gewandhaus, Landhaus, Gänsediebbrunnen …) in Dresden zusammen. Aber auch im Bibliothekswesen und anderen kulturellen Bereichen erwarb er sich hohe Verdienste.
Hahnewald verstarb im August des Jahres 1979. Die Trauerfeier fand am 24. August 1979 im Krematorium Tolkewitz in Dresden statt. Sein Grab ist heute auf dem Heidefriedhof im Norden der Stadt zu finden.

## Veröffentlichungen (Auswahl)
- Meine ersten vier Wochen als Schriftsetzerlehrling. Hellerau 1929;
- Auferstandenes Dresden. In: Der Bibliothekar 14/1960, S. 130–136;
- Bilanz einer Konferenz. In: Der Bibliothekar 15/1961, S. 699–708.

## Ehrungen
- Vaterländischer Verdienstorden in Bronze
- Verdienstmedaille der DDR